# Cesta
Cesta falu Szlovéniában, a Goriška statisztikai régióban, a Vipava-völgyben. Közigazgatásilag Ajdovščinához tartozik, melytől három kilométernyire, nyugatra fekszik.

## Fordítás
- Ez a szócikk részben vagy egészben  a   Cesta című angol Wikipédia-szócikk ezen változatának fordításán alapul.  Az eredeti cikk szerkesztőit annak laptörténete sorolja fel. Ez a jelzés csupán a megfogalmazás eredetét és a szerzői jogokat jelzi, nem szolgál a cikkben szereplő információk forrásmegjelöléseként.